# Notation financière de la France
La France, comme la plupart des autres États, ainsi que les banques et les grandes entreprises, est tributaire de la notation financière des agences de notation dans le cadre de sa politique d'emprunt.

## Généralités
La notation financière est calculée par les agences de notation. Elle est supposée représenter la confiance que peuvent avoir les investisseurs dans la capacité de la France à rembourser les emprunts qu'elle a effectués. Ce calcul tient donc compte de la politique générale de la France, et en particulier des politiques budgétaires et économiques.
La notation financière a un impact sur les taux que peut obtenir la France lorsqu'elle emprunte sur les marchés. Plus la note est basse, plus la confiance dans la capacité de remboursement de la France est faible, et plus les taux sont élevés.
Nous étudions ici l'évolution de la notation sur la dette à long terme ; c'est celle qui est la plus significative et qui est généralement reprise dans les médias. Lors de l'attribution d'une note, les agences précisent généralement la perspective qui lui est assortie. Cette perspective fournissant une indication sur l'évolution à venir de la note, elle sera également mentionnée si disponible.

## Évolution de la notation

### Situation actuelle
Le tableau ci-dessous synthétise la notation souveraine de long terme et la perspective de la France au 14 mars 2025, selon les agences de notation Moody's, Standard & Poor's, Fitch Ratings, Dagong Global Credit Rating et Egan-Jones (en) :
| Agence de notation | Note | Perspective | Date de dernière révision | Variation     |
| ------------------ | ---- | ----------- | ------------------------- | ------------- |
| Moody's            | Aa3  | Stable      | 14/12/2024                | en diminution |
| Standard & Poor's  | AA–  | Négative    | 31/05/2024                | en diminution |
| Fitch Ratings      | AA–  | Stable      | 28/04/2023                | en diminution |
| Dagong             | A    | Stable      | 16/02/2015                | en diminution |
| Egan-Jones         | BBB  | Négative    | 14/06/2012                | en diminution |

### Historique
Les évolutions de la notation financière de la France depuis 2010 sont en grande partie dues à la crise de la dette de la zone euro[réf. nécessaire]. Jusqu'alors, la France avait toujours eu la note maximale par les trois agences de notation les plus suivies : Moody's, Standard & Poor's et Fitch.
| Agence de notation | 2010 | 2011 | 2012 | 2013 | 2014 | 2015 | 2016 | 2017 | 2018 | 2019 | 2023 | 2024 |
| ------------------ | ---- | ---- | ---- | ---- | ---- | ---- | ---- | ---- | ---- | ---- | ---- | ---- |
| Fitch Ratings      | AAA  | AAA  | AAA  | AA+  | AA   | AA   | AA   | AA   | AA   | AA   | AA-  | AA-  |
| Moody's            | Aaa  | Aaa  | Aa1  | Aa1  | Aa1  | Aa2  | Aa2  | Aa2  | Aa2  | Aa2  | Aa2  | Aa3  |
| Standard & Poor's  | AAA  | AAA  | AA+  | AA   | AA   | AA   | AA   | AA   | AA   | AA   | AA   | AA-  |

Le 11 juillet 2010, l'agence de notation chinoise Dagong initie la couverture de la dette française et lui attribue AA–, avec perspective négative. L'agence confirme cette note le 2 juin 2011.
Le 8 décembre 2011, Dagong dégrade d'un cran la note, à A+, avec une perspective toujours négative.
Le 13 janvier 2012, la France perd son triple A attribué par une agence faisant partie des « Big Three ». En effet, Standard & Poor's dégrade la note de la France d'un cran, de AAA à AA+.
Les avis de la classe politique sur les conséquences sont variés :
- François Hollande, candidat socialiste à la présidentielle, estime que « c'est une politique qui a été dégradée »[3];
- François Fillon, Premier ministre, déclare que la perte du « AAA » n'est qu'une demi-surprise qui, bien que loin d'être une bonne nouvelle, n'est pas non plus une catastrophe. Il exclut donc un nouveau plan d'austérité pour la France[4].

Le 14 juin 2012, Egan-Jones abaisse la note de la France de deux crans pour la situer à BBB+, invoquant la pression croissante exercée sur le pays par la crise de la zone euro et constatant une « tendance désastreuse et [que] le pire est encore à venir ».
Moody's a abaissé la note de la France d'un cran de Aaa à Aa1 le 19 novembre 2012 avec une perspective négative.
Le 8 novembre 2013, S&P a encore une fois abaissé d'un cran la note de la France, la passant de AA+ à AA. 
Le 12 octobre 2014, S&P a confirmé la notation « AA » de la France, mais a dégradé de « stable » à « négative » la perspective du pays.
Le 12 décembre 2014, l'agence de notation Fitch a dégradé la France pour le deuxième temps à AA en l’assortissant d’une perspective stable.
Le 18 septembre 2015, l'agence de notation Moody's a dégradé la France d'un cran à Aa2 en l’assortissant d’une perspective stable.
Le 4 mai 2018, l'agence de notation Moody's a confirmé la notation « Aa2 » de la France, mais a amélioré de « stable » à « positive » la perspective du pays.
Le vendredi 28 avril 2023, l'agence de notation Fitch a dégradé la France à « AA- » en raison d'une perspective de croissance très faible (0,2%). L'agence souligne : des prix alimentaires restant à des niveaux élevés, l'assèchement du crédit sous l’effet de la remontée des taux décidée par la Banque centrale européenne, la crise énergétique qui pourrait refaire surface au prochain hiver.
Le 1er décembre 2023, Standard & Poor's maintient la note AA et sa « perspective négative », en vigueur depuis un an, en raison d’un « contexte de déficit budgétaire élevé, quoiqu'en baisse lente, et d’une dette publique élevée ».